# Norlandia
Norlandia (en sueco: Norrland [ˈnɔ̌rːland]ⓘ, originalmente Norrlanden) es una región histórica de Suecia, correspondiente al norte del país. Tiene una población estimada, a finales de 2020, de 1.185.761 habitantes.

## Norlandia actual
Norlandia es una región informal de Suecia, no reconocida administrativamente, pero aun así está presente de manera habitual en el lenguaje cotidiano. A veces se entiende como todo aquello que queda al norte de la ciudad de Gävle, o al norte del río Dal.
El territorio de Norlandia equivale al 59% del área de Suecia. La población es el 11% de la totalidad.

## Provincias históricas
Norrland comprendía las siguientes nueve comarcas o provincias históricas de Suecia:
| - Angermania - Gestricia - Helsingia - Herdalia - Jemtia - Laponia sueca - Medelpadia - Vestrobotnia - Norbotnia | Ångermanland |

## Historia
A medida que el Reino de Suecia se extendía hacia el norte por ambas orillas del golfo de Botnia los territorios absorbidos eran organizados en nuevas provincias. En 1645, y a raíz de un tratado de paz, Dinamarca (que incluía también la actual Noruega) cedió Jemtia y Herdalia a Suecia, donde se transformaron en nuevas provincias. Tras la separación de Suecia y Finlandia en 1809 Norlandia fue fragmentada en dos mitades, dejando toda Ostrobotnia y las partes orientales de Laponia y Vestrobotnia dentro del Gran Ducado de Finlandia (como parte del Imperio ruso), mientras que el occidente permanecía bajo soberanía sueca.
Se puede decir que Norlandia es aquella parte de Suecia tradicionalmente no poblada por escandinavos (que es lo que son considerados habitualmente los suecos), sino por pueblos de habla ugro-finesa, ya sean lapones o fineses. A medida que los escandinavos fueron construyendo Estados más organizados procedieron también a colonizar áreas más al norte, si bien no fue hasta el siglo XIX cuando la «suequización» de Norlandia tomó cuerpo de verdad, si bien limitada a la costa. Hoy en día, el área sigue estando muy poco poblada, y la actual tendencia a la emigración hacia el sur no parece que vaya a hacer variar la situación, sino al contrario.